# Буфалара (Кампобасо)
Буфалара је насеље у Италији у округу Кампобасо, региону Молизе.
Према процени из 2011. у насељу је живело 17 становника. Насеље се налази на надморској висини од 284 м.